# Zbusiówki
Zbusiówki – polana w Paśmie Radziejowej w Beskidzie Sądeckim. Znajduje się w środkowej części doliny potoku Sopotnickiego, administracyjnie w granicach miasta Szczawnicy w województwie małopolskim, w powiecie nowotarskim.
Zbusiówki to dwie polany oddzielone wąskim skrawkiem lasu. Obydwie znajdują się na lewym brzegu potoku Sopotnickiego, na wysokości około 630–640 m n.p.m. Na dawnej mapie topograficznej Geoportalu miejsce to opisane jest jako Dolina Zbysiówka. Po jego wschodniej stronie wznosi się Czeremcha Zachodnia, po zachodniej Mała Chrzanka. Dolna polana nie jest już użytkowana rolniczo i stopniowo zarasta lasem, górna wykorzystywana jest jako skład drzewa. Przy górnej polanie na potoku Sopotnickim znajduje się tama i ujęcie wody dla miasta Szczawnica. Skrajem obydwu polan biegnie utwardzona droga ze Szczawnicy przez Sewerynówkę, Zbusiówki i Młaczki na przełęcz Przysłop. Drogą tą biegnie szlak rowerowy.